# Calosphyrum bimaculatum
Calosphyrum bimaculatum är en stekelart som beskrevs av Kusigemati 1987. Calosphyrum bimaculatum ingår i släktet Calosphyrum och familjen brokparasitsteklar. Inga underarter finns listade.